# Пимен (Пегов)
Архиепископ Пимен (в миру Павел Григорьевич Пегов; 26 октября 1875, Удельно-Дуваней, Уфимский уезд, Уфимская губерния — 14 декабря 1937, Купянск, Харьковская область) — епископ Русской православной церкви, архиепископ Подольский и Брацлавский. Возглавлял Всеукраинский Священный Синод Украинской автокефальной православной синодальной церкви (обновленческая юрисдикция)

## Биография
Родился 26 октября 1875 года в селе Дуванеи Уфимского уезда Уфимской губернии в крестьянской семье.
В 1889 году окончил Уфимское духовное училище. В 1895 году окончил Уфимскую духовную семинарию. 28 августа 1895 года назначен надзирателем за учениками Уфимского духовного училища.
1 сентября 1897 года уволен за штат в связи с поступлением в Казанскую духовную академию.
11 ноября 1897 года принял рясофор. 28 февраля 1898 года ректором академии архимандритом Антонием (Храповицким) пострижен в монашество, а 6 марта рукоположён во иеродиакона. 2 февраля 1900 года рукоположён во иеромонаха. 29 марта 1901 года награждён набедренником.
В 1901 году окончил академию со степенью кандидата богословия и с правом преподавания в семинарии.
16 августа 1901 года назначен учителем русского языка в старшие классы Уфимского духовного училища, где преподавал и Священную Историю в младших классах. С 11 января 1902 года — председатель Уфимского отделения Епархиального Училищного Совета.
4 января 1903 года назначен вторым помощником смотрителя Уфимского духовного училища.
29 ноября 1903 года назначен смотрителем Соликамского духовного училища Пермской епархии.
14 апреля 1904 года награждён наперсным крестом, от Святейшего Синода выдаваемым.
17 августа 1904 года возведён в звание соборного иеромонаха Московского Донского ставропигиального мужского монастыря.
17 августа 1906 года назначен смотрителем Бугурусланского духовного училища.
31 июля 1907 года назначен ректором Тифлисской духовной семинарии, с возведением в сан архимандрита и сверхштатный член Грузино-Имеритинской синодальной конторы. 15 августа 1907 года возведён в сан архимандрита.
21 января 1911 года назначен епископом Бакинским, вторым викарием Грузинской епархии. 13 февраля 1911 года хиротонисан во епископа Бакинского, второго викария Грузинской епархии. Хиротонию совершали: архиепископ Карталинский и Кахетинский Иннокентий (Беляев), епископ Гурийско-Мингрельский Леонид (Окропиридзе), епископ Имеретинский Георгий (Аладов), епископ Алавердский Давид (Качахидзе) и епископ Пятигорский Арсений (Смоленец).
13 декабря 1912 года назначен епископом Эриванским, вторым викарием Грузинской епархии.
12 февраля 1915 года назначен епископом Балтским, первым викарием Подольской епархии.
7 января 1918 года в Киеве по благословению Патриарха Московского Тихона созвано Всеукраинский церковный собор под председательством епископа Пимена (Пегова). Большинством голосов (150 против 60) отвергается идея автокефалии православной церкви на Украине.
17 сентября 1918 года назначен епископом Подольским и Брацлавским. Кафедра располагалась в Казанском соборе города Каменца-Подольского.
В ноябре 1919 года арестован за неподчинение законам Украинской народной республики. Содержался в Проскуровской тюрьме. В 1920 года освобожден.
В 1921 году назначен заместителем патриаршего экзарха Украины. Возведён в сан архиепископа.
В августе-сентябре 1922 года был участником Собора украинских епископов.
В 1923 году уклонился в обновленческий раскол. В апреле-мае 1923 года был участником Второго Всероссийского Поместного Собора (первого обновленческого).
В мае 1923 года назначен председателем обновленческого Всеукраинекого Высшего Церковного Управления (ВУВЦУ), с возведением в сан митрополита.
27 октября 1923 года назначен председателем Всеукраинекого обновленческого Синода.
В июне 1924 года назначен участником Всероссийского предсоборного совещания.
20 июня 1924 года избран митрополитом Слободско-Украинским и Харьковским, председателем Харьковского епархиального управления.
В ноябре 1924 года был председателем Всеукраинекого предсоборного совещания.
20 февраля 1925 года награжден правом ношения креста на митре и правом преднесения креста за богослужениями.
На харьковском обновленческом соборе в мае 1925 года, провозгласившем автокефалию Украинской Церкви избран «митрополитом Киевским и всея Украины», главой «Украинской Автокефальной Православной Синоидальной Церкви». Собор высказался за украинизацию богослужения, которая насильственно навязывалась приходам.
В октябре 1925 года был участником «Третьего Всероссийского Поместного Собора» (второго обновленческого), на котором избран членом Всероссийского обновленческого Синода.
В мае 1927 года был участником обновленческого Всеукраинекого предсоборного совещания. В мае 1928 года был участником обновленческого Третьего Всеукраинекого Поместного Собора, на котором переизбран председателем Всеукраинекого обновленческого Синода.
Присутствовал на заседании расширенного Пленума Св. Синода от 1 октября 1928 года.
В январе 1935 г. выразил несогласие с постановлением Священного Синода Православных Церквей в СССР о ликвидации автокефалии Украинской обновленческой Церкви. За нежелание подчиниться единому обновленческому руководству Священного Синода Православных Церквей в СССР уволен от должности председателя Украинского Св. Синода 16 февраля 1935 года. 1 марта 1935 года уволен на покой.
Согласно данным Мануила (Лемешевского), в том же 1935 году принёс покаяние, принят в общение, назначен архиепископом Каменец-Подольским и Брацлавским. Однако данная информация неверна и возникла из-за путаницы с его заместителем по украинскому обновленческому синоду Ювеналием (Машковским), который принёс покаяние Митрополиту Сергию.
Административно выслан из Харькова в город Купянск Харьковской области. С марта 1935 года служил в одной из церквей города Купянска. После закрытия церкви совершал богослужения в церковной сторожке. С 1937 года проживал в посёлке Высокий (Октябрьский) в пригороде Харькова.
30 октября 1937 года был арестован. Содержался в 6-м корпусе Холодногорской тюрьмы города Харькова. 27 ноября 1937 года постановлением Особой Тройки УНКВД Украинской ССР по Харьковской области приговорен к высшей мере наказания. Расстрелян 14 декабря 1937 года в Харькове.

## Сочинения
- «Буддийское учение о страдании сравнительно с христианским учением о том же». (Кандидатское сочинение) // «Православный Собеседник» 1901, декабрь, с. 24.
- «Речь при наречении его во епископа Бакинского» // Прибавление к «Церковным Ведомостям» 1911, № 9, с. 374.
- Доклад епископа Балтского Пимена (Пегова) Патриарху Тихону об образовании следственной комиссии для всестороннего выяснения всех обстоятельств убийства митрополита Владимира // Священный собор 1917—1918 гг. и мученическая кончина митрополита Киевского и Галицкого Владимира // Вестник ПСТГУ. II: История. История Русской Православной Церкви. 2008. Вып. II:1 (26). С. 114—115